# Elsa Demo
Elsa Demo też jako: Elsa Demaj (ur. w Fierze) – albańska dziennikarka i osobowość telewizyjna, literaturoznawca.

## Życiorys
Pochodzi z Fieru. W 1999 ukończyła studia z zakresu języka i literatury albańskiej na Uniwersytecie Tirańskim. W 2020 w Akademii Studiów Albanologicznych w Tiranie obroniła pracę doktorską z zakresu literaturoznawstwa, analizując twórczość trzech albańskich pisarzy "wyklętych"  - Kasema Trebeshiny, Shpëtima Giny i Jamarbëra Marko (promotor: prof. Ardian Kycyku).
Po studiach pracowała jako dziennikarka prowadząca rubrykę kulturalną w czasopismach Koha Jonë i Korrieri. W latach 2003–2013 kierowała działem kulturalnym w dzienniku Shekulli, przez dwa lata pełniąc funkcję zastępcy redaktora naczelnego czasopisma. Od 2013 współpracuje z państwową telewizją RTSH. Prowadziła początkowo program o tematyce kulturalnej Arkapia, a następnie cotygodniowy program Artes, w którym przeprowadza wywiady z ludźmi kultury i sztuki. 
Wspólnie z Ardianem Klosim opracowała i wydała dwie antologie literatury albańskiej, z okresu dyktatury komunistycznej (Shqipëria kujton. 1944-1991), a także literatury okresu transformacji ustrojowej (Shqipëria tregon 1991-2010). Jest autorką dramatu E gjelbër hiri në të zezë (Szara zieleń przechodząca w czerń), który w 2021 został wyróżniony w międzynarodowym konkursie w Grazu i wystawiony w 2022 na festiwalu sztuk dramatycznych Dramatikerinnenfestival w Grazu. 
W 2009 została wyróżniona włoską nagrodą dla obiecujących młodych dziennikarzy Giornalisti del Mediterraneo. Jest członkinią Międzynarodowej Federacji Krytyków Filmowych FIPRESCI. Zasiada w jury Międzynarodowego Festiwalu Filmowego w Tiranie.

## Publikacje
- Elsa Demo: Te teatri. Tirana: 2023, s. 465. ISBN 978-9928-368-11-9. (alb.).